# Ivanivka, Bilozerka
Ivanivka (în ucraineană Іванівка) este un sat în comuna Tokarivka din raionul Bilozerka, regiunea Herson, Ucraina.

## Demografie
Componența lingvistică a localității Ivanivka
     Ucraineană (94,07%)
     Rusă (5,52%)
     Alte limbi (0,41%)
Conform recensământului din 2001, majoritatea populației localității Ivanivka era vorbitoare de ucraineană (94,07%), existând în minoritate și vorbitori de rusă (5,52%).